# Twee kinderen
Twee kinderen is een artistiek kunstwerk geplaatst in het Siegerpark, Riekerpolder, Amsterdam Nieuw-West.
Het beeld van Hildo Krop maakt sinds 1998 deel uit van de beeldentuin van genoemd park. Het werk van Krop is als stadsbeeldhouwer wijd verspreid in Amsterdam. Vooral in de buurten uit de jaren twintig van de 20e eeuw is zijn werk te vinden. De Twee kinderen zijn daarvan ver verwijderd. Ze staan dus sinds 1998 in Amsterdam Nieuw-West, een wijk die er nog niet was in de jaren twintig. Krop beeldde in zijn leven van alles en nog wat af tot allegorische voorstellingen aan toe. De twee naakte kinderen zijn simpeler geïnspireerd; het zijn zoon Johan en zijn dochter Heleen uit zijn huwelijk met Willemina Frederika Sleef. De zus, de oudste, heeft haar arm rond haar broertje geslagen. 
Krop maakte het beeld voor hemzelf en liet daarmee ook de kenmerken van de Amsterdamse School. Het is een klassiek beeld uit circa 1926. Het werd omschreven in een artikel over een tentoonstelling in "Kunstzaal d’Audretsch" in 1928.
Het beeld hoort tot de collectie van het Stedelijk Museum Amsterdam, die het uitleende voor de beeldentuin in het park. Ze staan bij de particuliere gebouwde brug vanuit het Adam Smithplein. Het is voorzien van het monogram HLK (Hildebrand Lucien Krop).

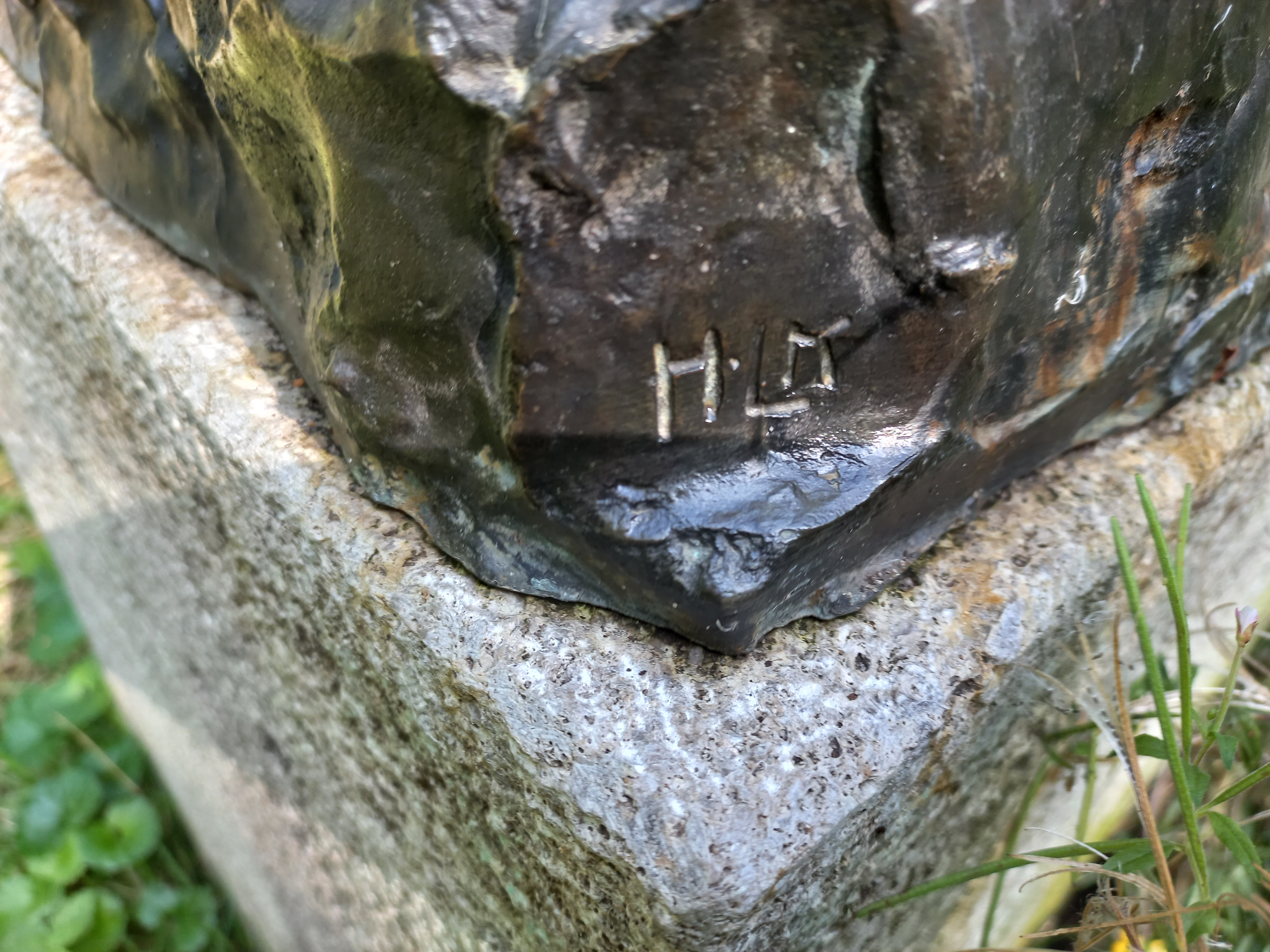
Monogram (september 2022)